# Tyréns
Tyréns är ett teknikkonsultföretag (ingenjörsbyrå) som i huvudsak sysslar med civilingenjörsyrket, arkitektur och väg- och vattenbyggnadskonst, dvs anläggnings- och byggnadskonstruktion, men även fastighetsutveckling, hållbarhetsarbete, ljusdesign, fastighetsel, miljö, riskanalys med mera. 

## Historia

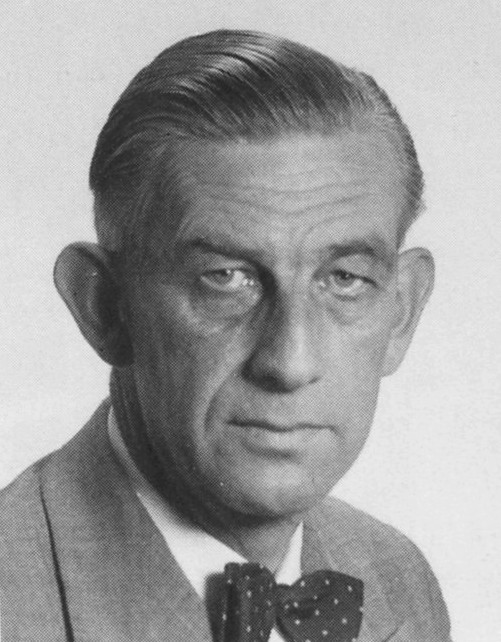
Sven Tyrén.

Tyréns har fått sitt namn efter civilingenjör Sven Tyrén (1912–1991). Han utexaminerades från Chalmers tekniska institut 1936 och anställdes tre år senare vid John-Erik Ekströms konsulterande ingenjörsbyrå på Östermalm i Stockholm. Efter Ekströms död 1942 lämnade två av de fyra anställda företaget, medan Tyrén stannade kvar och slöt ett avtal med Ekströms änka Brita (född Curman och dotter till Sigurd Curman) som innebar att han skulle fortsätta att driva byrån och efter ytterligare fem år, den 15 december 1947, blev Sven Tyrén ensam ägare till företaget. Företaget har efter det varit personalägt, men ägs numera av Sven Tyréns stiftelse.

## Verksamhet
Tjänster erbjuds inom i princip alla sektorer i avseendet samhällsbyggnation, områden så som hus-, bro, väg- och järnvägsprojektering, ljusdesign,  byggnadsakustik, fuktprojektering, brandskyddsprojektering, geodetisk mätning, GIS/kartteknik, geoteknik, arkitektur, landskapsarkitektur och fysisk planering. Verksamheten bedrivs huvudsak i Sverige. Tyréns är med sina ca  2 000 anställda på 30 platser i landet ett av de större teknikkonsultbolagen i Sverige. I koncernen ingår även företagen AKT II och Hilson Moran med verksamhet i Storbritannien, Tari i Estland och Kelprojektas i Litauen. Tyréns har även verksamhet i Polen och Bulgarien. Sammanlagt har man över 3 000 anställda.
Tyréns AB är stiftelseägt. Ägaren, Sven Tyréns Stiftelse, ger även anslag till forskning och utbildning, dels att bedrivas inom Tyréns men även i samarbete med högskolor och universitet.

## Tyréns-konstruktioner (urval)

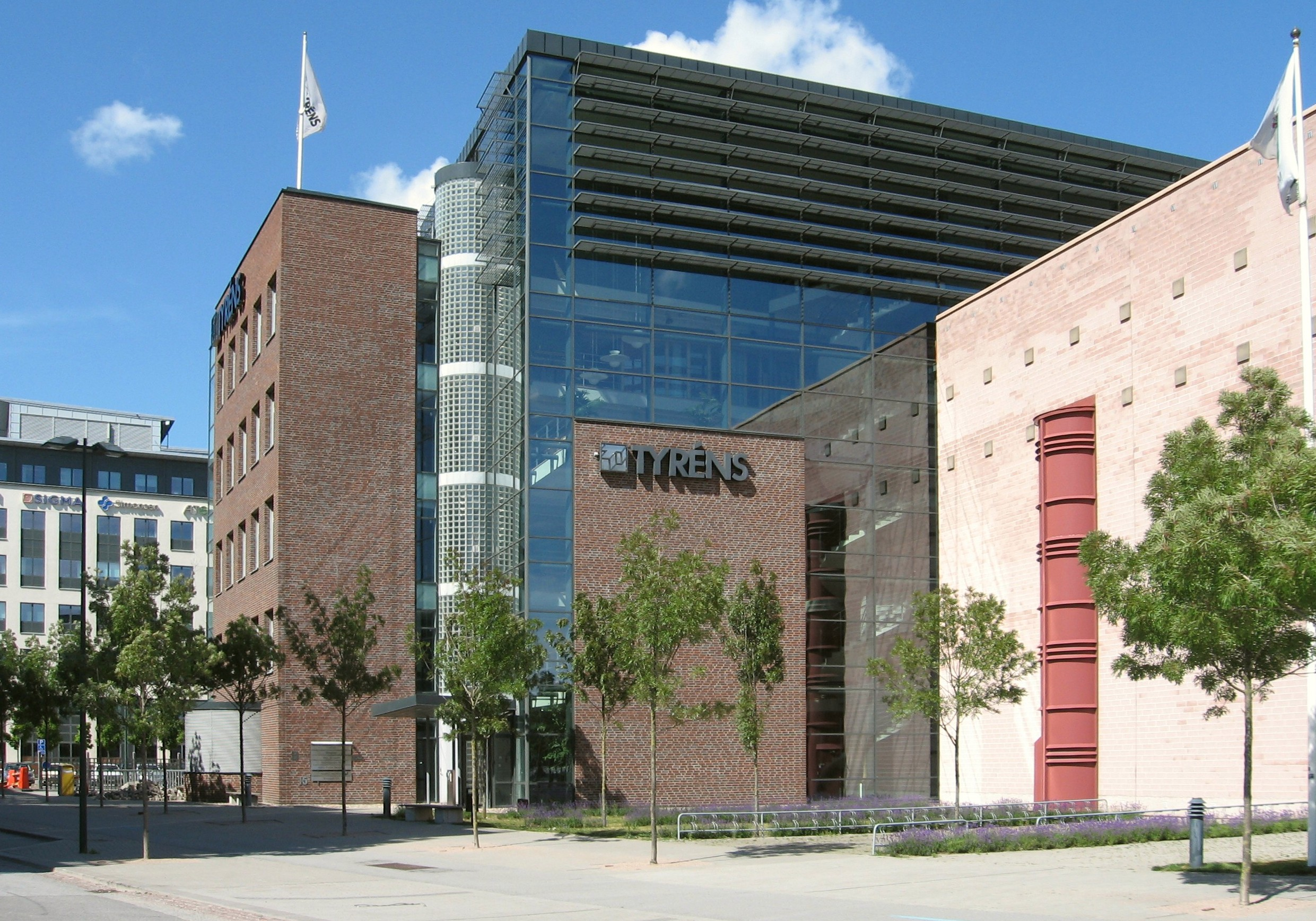
Tyrénshuset i Malmö.
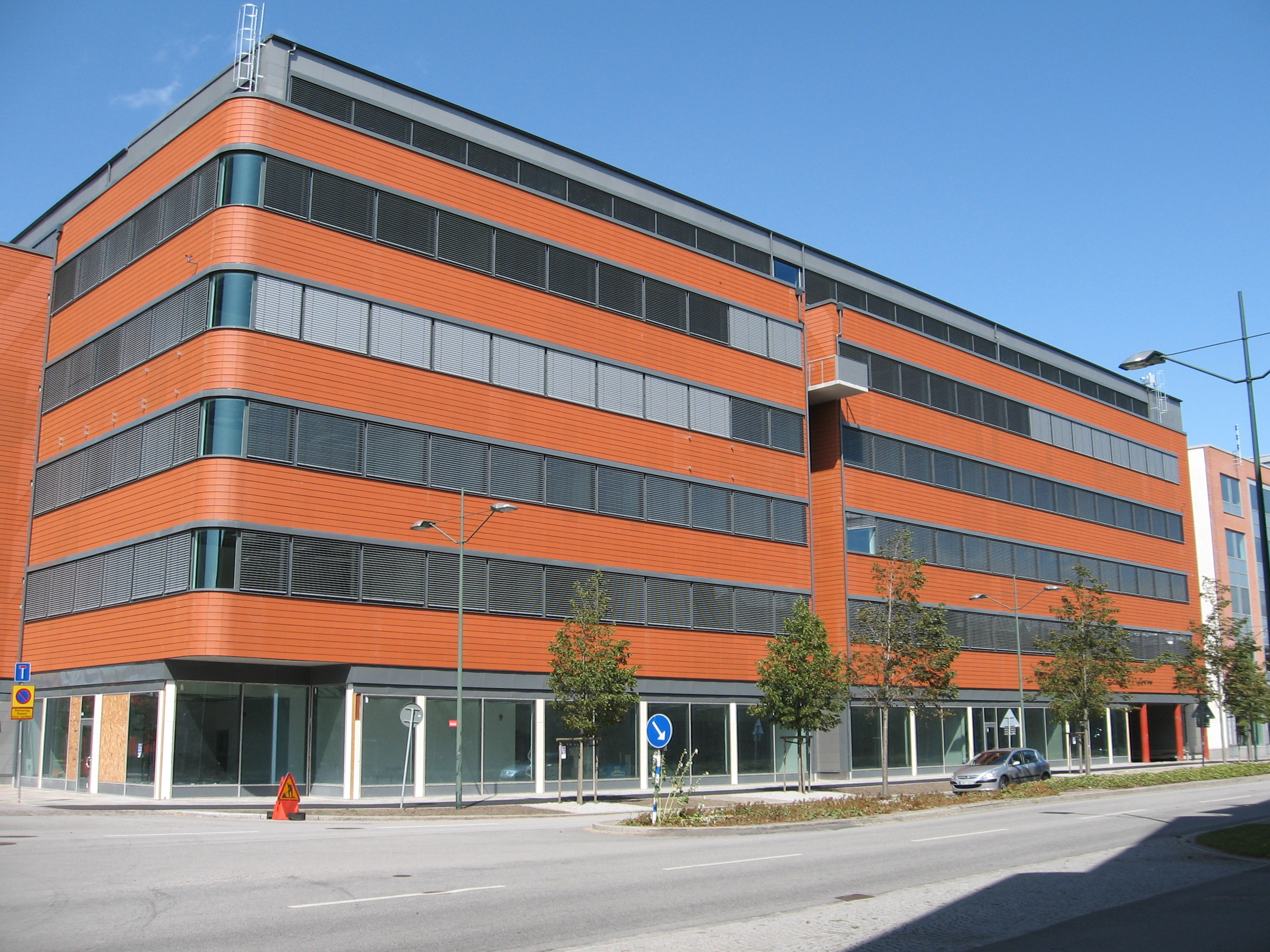
Skrovet 5 i Malmö.
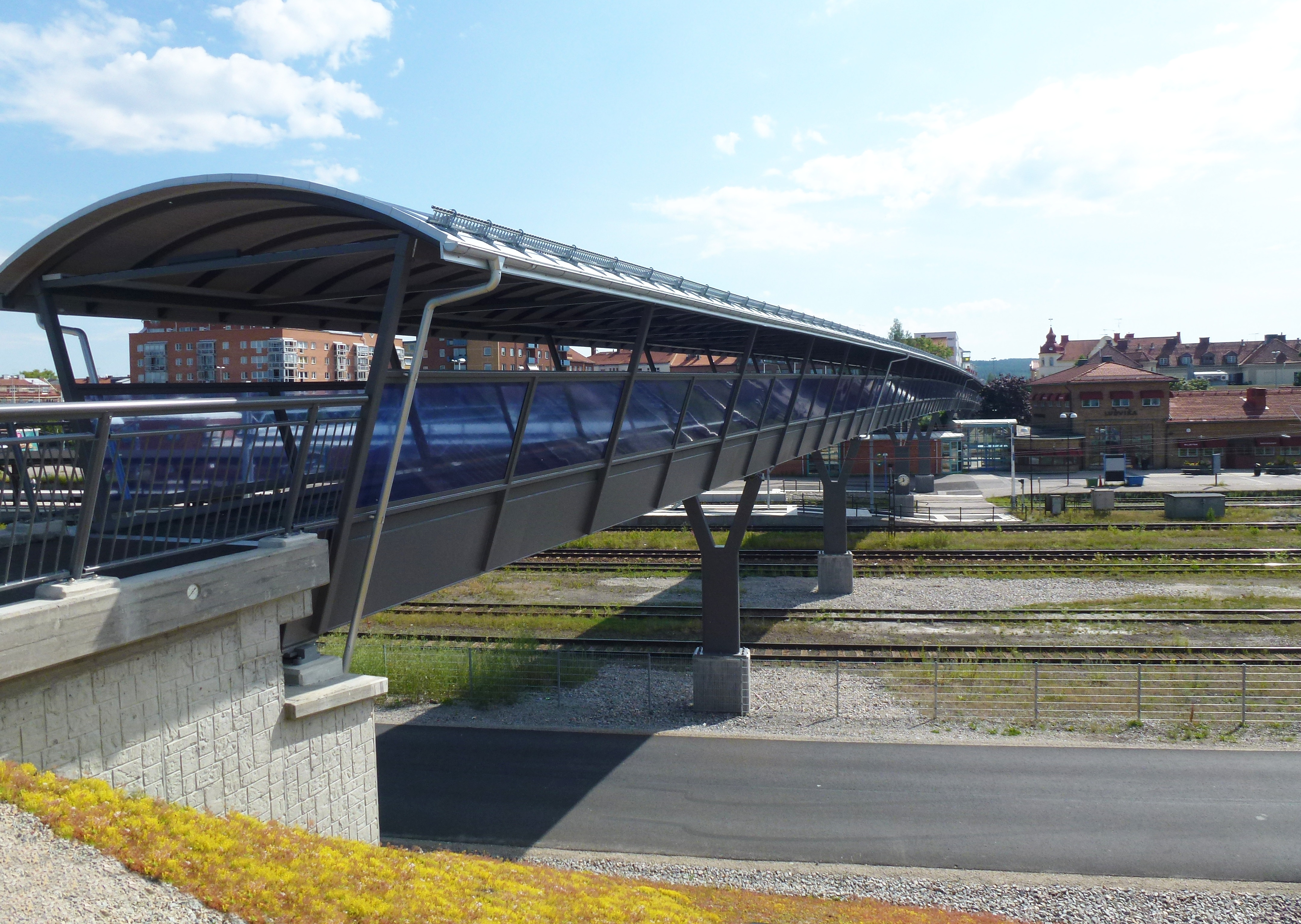
Gång- och cykelbro "Entré Ludvika".
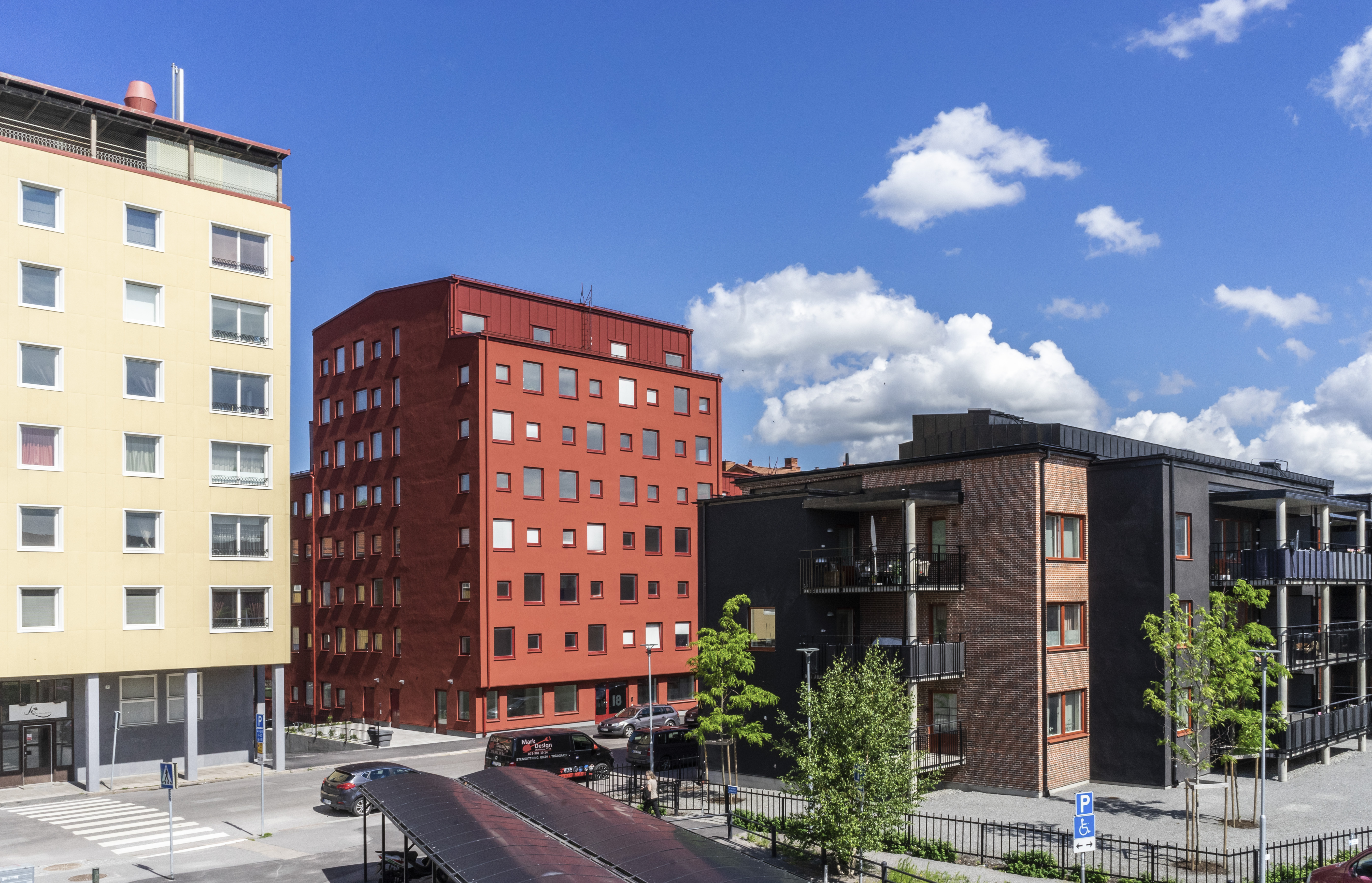
Nordstjärnan, studentbostäder i Eskilstuna.
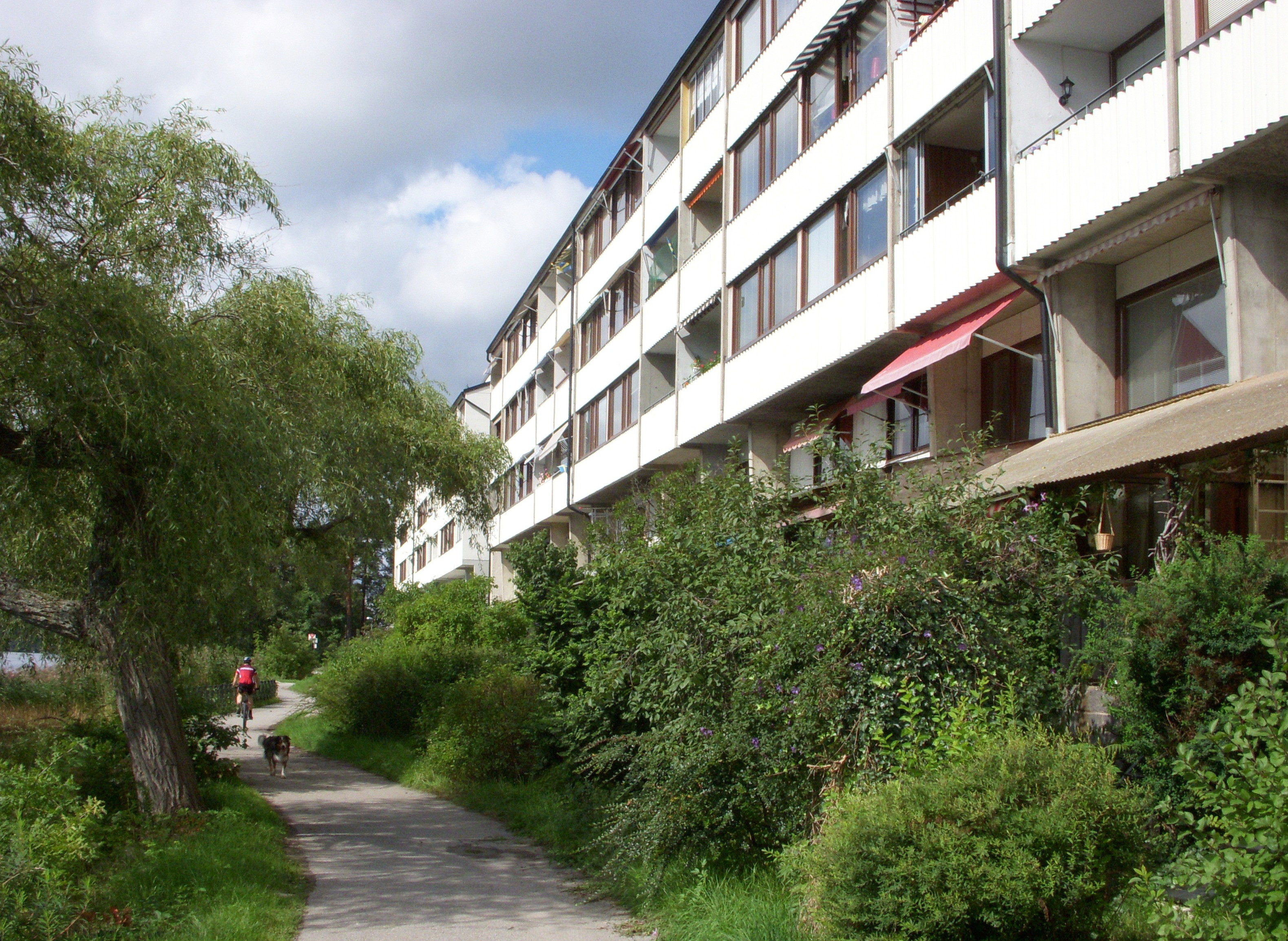
Strandliden, Hässelby strand.